# Big Sister (Bordell)

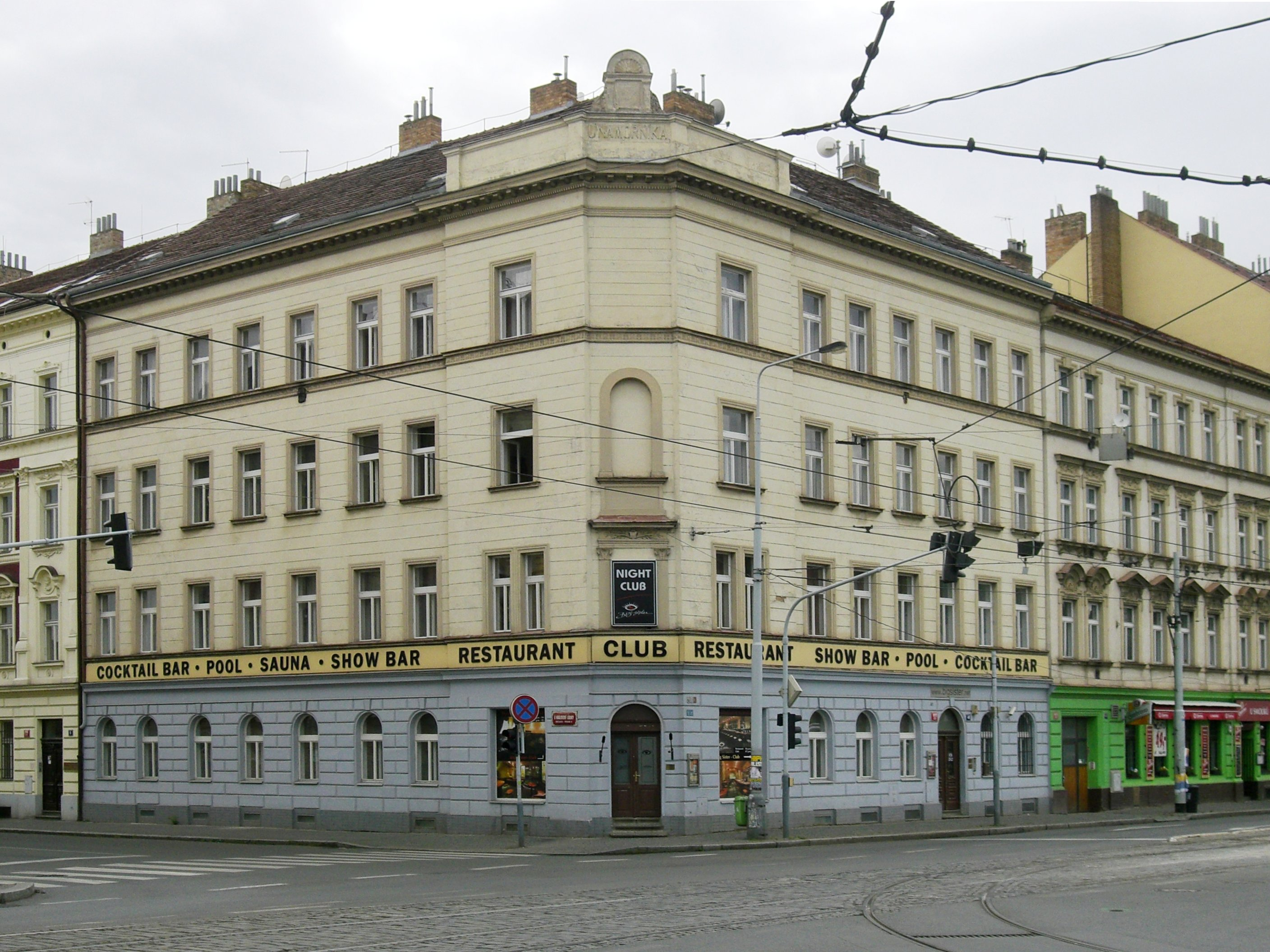
Gebäude

Big Sister war ein Bordellbetrieb in der tschechischen Hauptstadt Prag, der von 2005 bis etwa 2010 in Betrieb war.
Im Frühjahr 2002 entstand die Idee, einen Nachtclub live im Internet zu zeigen. Im Herbst 2002 wurde ein geeignetes Gebäude im 5. Stadtbezirk von Prag erworben. Im Frühjahr 2003 erfolgte die Planung für den Umbau und die Anforderungen an die Softwarefirma. Im Sommer 2003 war Baubeginn in der Nádražni-Straße 46. Im Mai 2004 wurde der Umbau des Gebäudes abgeschlossen und die Installation der Technik wurde begonnen.
Das Bordell erregte seit dessen Gründung in vielen Ländern der Welt dadurch Aufmerksamkeit, dass die darin stattfindenden sexuellen Aktivitäten rund um die Uhr live und auch als Aufzeichnung im Internet veröffentlicht wurden. Geld wurde durch Gebühren der Nutzer dieses Internetangebots verdient. Das Bordell selbst war für die männlichen Gäste vom Prinzip her kostenlos; es wurde jedoch ein geringer Betrag (umgerechnet zehn Euro) für Bademäntel, Handtücher etc. erhoben. Die Gäste mussten schriftlich erklären, dass sie die Rechte an den Aufnahmen an den Betreiber von Big Sister abtreten.
Für das Haus arbeiteten angestellte Prostituierte, die auch in ihrer Freizeit gefilmt wurden. Nichtprofessionelle Frauen und Paare konnten allerdings auch als Gäste mitwirken.
Durch den uninszenierten Charakter der Filmaufnahmen wurde eine Art wirklichkeitsnahe Dauer-Sex-Show angestrebt, die vom Konzept her den Big-Brother-Fernsehshows ähnlich sein sollte und als innovative Form des Voyeurismus angepriesen wurde.
Auch nach der Schließung des Betriebs werden Aufnahmen aus dem Bordell im Internet vermarktet. Während in den AGB die Webadresse bigsister.net genannt wurde, lautete die Adresse mit Stand Dezember 2015 bigsisterlive.com. Das Internetangebot ist nicht mehr verfügbar.